# 曹冷泉
曹冷泉（1901年—1980年），原名曹赞卿，字向辰、襄忱，笔名冷泉、冷翁、公羽等，男，安徽颍上人，中国政治人物、文史学家。